# Bettino Ricasoli
Bettino Ricasoli, Bá tước thứ nhất xứ Brolio, Nam tước thứ hai xứ Ricasoli  (phát âm tiếng Ý: [betˈtiːno riˈkaːzoli]; 9 tháng 3 năm 1809 – 23 tháng 10 năm 1880) là chính khách người Ý. Ông được biết đến với biệt danh Bá tước Sắt (Tiếng Ý: il Barone di ferro).